# 2035
Cette page concerne l'année 2035  du calendrier grégorien.
2035 est une année commune qui commence un lundi. C'est la 2035e année de notre ère, la 35e du IIIe millénaire et du XXIe siècle et la 6e de la décennie 2030-2039.

## Autres calendriers
L'année 2035 du calendrier grégorien correspond aux dates suivantes :
- Calendrier berbère : 2984 / 2985
- Calendrier hébraïque : 5795 / 5796
- Calendrier indien : 1956 / 1957
- Calendrier musulman : 1456 / 1457
- Calendrier persan : 1413 / 1414

## Événements prévus
- Les automobiles thermiques neuves sont interdites sur le territoire de l'Union Européenne[1]. Seules les automobiles électriques seront vendues neuves. Le continent européen devrait compter 735 101 257 habitants cette année là.
- Achèvement du projet "Hackerspace Global Grid" (HGG) , un réseau de satellites LEO (Low Earth Orbit) pour maintenir Internet en cas de catastrophe naturelle ou de censure gouvernementale[2].
- 9 mars à 23h05 UTC, une éclipse solaire annulaire sera visible principalement depuis la Nouvelle-Zélande et certains archipels de l'océan Pacifique[3].

## 2035 dans la fiction
- 2035 est l'année où se déroule le film I, Robot.
- 2035 est l'année où débute le film L'armée des douze singes.
- 2035 est l'année où se déroule le film Seul sur Mars.
- 2035 est l'année où se déroule le jeu vidéo ARMA III.